# Het bedrog van Balthasar
Het bedrog van Balthasar is een verhaal uit de Nederlandse stripreeks Douwe Dabbert.   
Het verscheen eerst als vervolgverhaal in de nrs. 48-1989 t/m 11-1990 van de Donald Duck. In 1990 kwam het uit als album met nummer 15.

## Verhaal
Tijdens een hevig onweer klopt Douwe aan bij het kasteel Claever Drie. Een zeer onvriendelijke bediende jaagt hem in eerste instantie weg. De eigenares van het kasteel, een hoogbejaarde barones, heet Douwe juist vriendelijk welkom. Die avond vertelt de barones Douwe haar levensgeschiedenis: haar dochter en schoonzoon zijn een jaar of twintig geleden bij een ongeluk om het leven gekomen en sindsdien ontbreekt van haar kleinzoon Ruben ieder spoor. Ze denkt dat Ruben nog ergens in de Verenigde Staten is, omdat Balthasar – de bediende die Douwe net heeft ontmoet – daar kort na het ongeluk heen is geweest. Douwe mag die nacht in het kasteel blijven slapen, maar hij wordt in plaats daarvan door Balthasar hardhandig de deur uitgewerkt zonder dat de barones dit ziet. Die nacht besteelt Balthasar samen met de dienstmeid de barones en ze beschuldigen tegenover de barones Douwe van de diefstal. Douwe vermoedt dat hij iets op het spoor is en besluit de zaak op afstand te blijven volgen.
De volgende dag wordt Douwe overvallen door een struikrover. Het blijkt een jongeman genaamd Simon te zijn, die bij zijn pleegouders is weggelopen en daarna tevergeefs allerlei baantjes heeft proberen te krijgen. Hij is ontzettend onhandig en deed steeds alles verkeerd. Om in leven te blijven besloot hij uiteindelijk om maar voor het roversbestaan te kiezen. Ze besluiten samen verder op te trekken. Douwe belooft ervoor te zorgen dat Simon op een eerlijke manier aan de kost kan komen.
Gaandeweg komt Douwe erachter dat Simon in werkelijkheid Ruben is. Balthasar is namelijk nooit in Amerika geweest, maar heeft Ruben gewoon ontvoerd en afgestaan aan een familie in de buurt. Uiteindelijk wordt de hele zaak met hulp van de schout opgehelderd en de barones wordt herenigd met haar kleinzoon. Balthasar probeert nog te vluchten en de juwelen van de barones mee te nemen, maar dit mislukt door toedoen van Simon.
Simon blijft bij zijn grootmoeder op het kasteel en Douwe trekt weer verder.

## Trivia
- In het allereerste plaatje van dit verhaal neemt Douwe afscheid van Paulus de boskabouter.